# Барон Бошан
Титулы  барон Бошан и  виконт Бошан создавались несколько раз в британской истории. В настоящее время существует титул виконта Бошана, который является дополнительным титулов графа Хартфорда.

## Бошаны
Бошаны являются одной из самых древних англо-нормандских баронских семей.

### Бароны Бошан, первая креация (из Сомерсета) (1299—1361)
(Потомки феодальных баронов Хатч Бошан из Сомерсета)
- Джон де Бошан, 1-й барон Бошан из Сомерсета (25 июля 1274 — октябрь/декабрь 1336), сын и преемник Джона де Бошана (ум. 1283). 29 декабря 1299 года Джон Бошан был вызван в парламент как лорд Бошан.
- Джон де Бошан, 2-й барон Бошан из Сомерсета (4 октября 1304 — 19 мая 1343), старший сын предыдущего
- Джон де Бошан, 3-й барон Бошан из Сомерсета (20 января 1330 — 8 октября 1361), старший сын предыдущего. После смерти последнего титул прервался.

### Барон Бошан, вторая креация (из Уорвика) (1350—1360)
- Джон де Бошан, 1-й барон Бошан из Уорика (ок. 1316 — 2 декабря 1360), третий сын Ги де Бошана, 10-го графа Уорика. 25 ноября 1350 года Джон де Бошан был вызван в парламент как лорд Бошан. После его смерти баронский титул угас.

### Барон Бошан, третья креация (из Блетсо) (1363—1380)
- Роджер де Бошан, 1-й барон Бошан из Блетсо (около 1315 — 3 января 1380), сын и преемник Роджера де Бошана. 1 июня 1363 года Роджер де Бошан был вызван в парламент в качестве лорда Бошана из Блетсо.
- Сэр Роджер де Бошан, де-юре 2-й барон Бошан из Блетсо (14 августа 1362 — 3 мая 1406), сын Роджера де Бошана (ум. 1373/1374), внук предыдущего
- Сэр Джон де Бошам, де-юре 3-й барон Бошан из Блетсо (ум. апрель 1412/1414), сын предыдущего.

### Бароны Бошан, четвертая креация (из Киддерминстера) (1387—1400)
- Джон де Бошан, 1-й барон Бошан (1319 — 12 мая 1388), сын Джона де Бошана, 1-го барона Бошана де Уорвика. 10 октября 1387 года он был вызван в парламент в качестве лорда Бошана.
- Джон де Бошан, 2-й барон Бошан (1378 — сентябрь 1420), сын предыдущего.

### Бароны Бошан, пятая креация (из Поуика) (1447—1503)
- Джон Бошан, 1-й барон Бошан (умер в апреле 1475), сын и наследник сэра Уильяма де Бошана из Поуика (около 1370—1421) в Вустершире. 2 мая 1447 года Джон Бошан получил титул барона Бошана из Поуика.
- Ричард Бошан, 2-й барон Бошан (1435 — 19 января 1503), сын предыдущего. После его смерти баронский титул перешёл в состояние ожидания.

## Сеймуры

### Виконты Бошан, первая креация (из Хатча) (1536—1552)
Сеймуры унаследовали манор Хатч-Бошан после брака Роджера Сеймура (ум. ок. 1361) с Сесиль де Бошан (ум. 1393), теткой и наследницей Джона де Бошана, 3-го барона Бошана (1330—1361).
- Эдвард Сеймур, 1-й виконт Бошан (ок. 1500 — 22 января 1552), сын сэра Джона Сеймура из Уилтшира (ок. 1474—1536) и Маргарет Уэнтворт (ок. 1478—1550). Граф Хартфорд с 1537 года и герцог Сомерсет с 1552 года.

### Бароны Бошан, шестая креация (из Хатча) (1559—1750)
- Эдвард Сеймур, 1-й граф Хартфорд, 1-й барон Бошан (22 мая 1537 — 6 апреля 1621), второй сын Эдварда Сеймура, 1-го герцога Сомерсета
- Уильям Сеймур, 2-й герцог Сомерсет, 2-й барон Бошан (1587 — 24 октября 1660), второй сын предыдущего
- Уильям Сеймур, 3-й герцог Сомерсет, 3-й барон Бошан (1654 — 12 декабря 1671), единственный сын Генри Сеймура, лорда Бошана (1626—1654), третьего сына 2-го герцога Сомерсета
- Джон Сеймур, 4-й герцог Сомерсет, 4-й барон Бошан  (умер 29 апреля 1675), дядя предыдущего, младший (четвертый) сын 2-го герцога Сомерсета
- Фрэнсис Сеймур, 5-й герцог Сомерсет, 5-й барон Бошан (17 января 1658 — 20 апреля 1678), старший сын Чарльза Сеймура, 2-го барона Сеймура из Троубриджа (1621—1665), внук Фрэнсиса Сеймура, 1-го барона Сеймура из Троубриджа (около 1590—1664), правнук Эдварда Сеймура, лорда Бошана (1561—1612), сына Эдварда Сеймура, 1-го графа Хартфорда
- Чарльз Сеймур, 6-й герцог Сомерсет, 6-м баром Бошан (13 августа 1662 — 2 декабря 1748), младший брат предыдущего
- Элджернон Сеймур, 7-й герцог Сомерсет, 7-й барон Бошан  (11 ноября 1684 — 7 февраля 1750), единственный сын предыдущего от первого брака.

### Виконты Бошан, вторая креация (из Хатча) (1750 —)
- Фрэнсис Сеймур-Конвей, 1-й граф Хартфорд, 1-й виконт Бошан (5 июля 1718 — 14 июня 1794), сын Фрэнсиса Сеймура-Конвея, 1-го барона Конвея (1679—1731/1372). С 1793 года — маркиз Хартфорд.

Все последующие маркизы Хартфорд также носили титул виконтов Бошан.

## Лайгоны

### Бароны Бошамп, седьмая креация (из Паувика) (1806—1979)
- Уильям Лайгон, 1-й барон Бошан (25 июля 1747 — 21 октября 1816), сын Реджинальда Лайгона из Мэдсфилд-Корта (1712—1788). С 1815 года — 1-й граф Бошан.

Все последующие графы Бошан также являлись баронами Бошан.